# Parc privé de Cointe
Le parc privé de Cointe est un sous-quartier faisant partie du quartier administratif de Cointe situé sur les hauteurs de Liège en Belgique.
La gestion du parc relève depuis le 10 juillet 1926 de l'ASBL l'Association des Propriétaires du Parc de Cointe. Celle-ci est propriétaire du réseau électrique, du réseau d’égouttage, des voiries et des espaces publics (tel que l'étang).
Bien que le parc soit privé et le trafic de transit interdit, il n'y aucune barrière physique pour traverser le domaine. Les promeneurs y sont d'ailleurs tolérés.
Le domaine du parc privé, avec ses villas témoignant de diverses époques du XXe siècle, a abrité plusieurs tournages de films, dont La Raison du plus faible (2006) et Duelles (2018).

## Histoire
Situé sur un territoire ayant appartenu à la principauté de Stavelot-Malmedy, le plateau de Cointe était autrefois traversé par des voies de communication importantes. Dès le XIe siècle, les coteaux ont été défrichés pour faire place à des vignobles, des cultures et des vergers.
Depuis le début du XIIIe siècle, il existe en bord de Meuse et sur les bords de la colline de Cointe, une abbaye créée par des chanoines augustins. Cette abbaye sera occupée par la suite par des religieuse cisterciennes; l'endroit pris le nom de "vallis benedicta" , la vallée bénite, qui deviendra le Val-Benoît .
La chapelle Saint-Maur, construite en 1673, est le plus ancien bâtiment de Cointe. Le développement du quartier s'amorce au XIXe siècle, avec la construction de nombreuses maisons.
À partir du XVIIIe siècle, des industries métallurgiques et de grandes habitations s'installent sur la colline de Cointe. À l'instar de Seraing à cette époque, la colline de Cointe connait un essor industriel important. Dès 1876, la famille Hauzeur envisage de mettre en valeur le plateau de Cointe, en participant à la construction de belles villas. En 1876, la famille Hauzeur entreprend la création du Parc privé, un domaine résidentiel de grand standing. La premier bâtiment construit dans le parc privé de Cointe est l'institut d'astrophysique, mieux connu sous le nom d'observatoire inauguré en 1882, suivi par l'Hôtel des Bains et des Thermes liégeois en 1883.
L'arrivée du tramway en 1895 favorise l'essor du quartier. De nombreuses villas, mêlant des styles architecturaux variés, s'érigent dans le parc, lui conférant un caractère particulier.
Dès la fin du XIXe siècle, les laiteries sont à la mode dans les alentours de Liège, il s'agit en fait, de lieux assez chics de distractions et de consommation, où viennent principalement des familles de la bonne société. On y boit et mange des produit lactés comme des tartes aux riz. Dans le parc privé, l'avenue de la Laiterie tient son nom de cet établissement de la fin du XIXe siècle. La laiterie du parc de Cointe sera active jusqu'à la deuxième guerre mondiale, le patron de l'époque y dirigeait un petit orchestre de jazz afin de distraire les clients.
En 1926, la gestion du Parc est confiée à l'ASBL Association des Propriétaires du Parc de Cointe (A.P.P.C.). 

L'observatoire en 1909

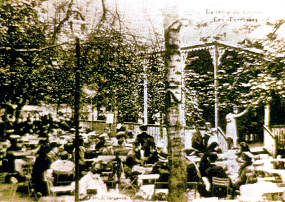
La laiterie du parc privé de Cointe

## Patrimoine
Le parc privé de Cointe contient des villas de styles variés, datant pour la plupart d'avant 1930. S'y trouvent le vieil observatoire de l'université de Liège et l'une des villas remarquables de l'architecte Gustave Serrurier-Bovy (1858-1910), la Villa l'Aube.
Réalisation d'Henri Snyers :
- Les villas jumelles 1 & 2, nos  35 et 37 avenue des Platanes, 1929.

De 1929 à 1930, l'héritage d'une tante française lui permet de construire ses trois premières villas, sur le plateau de Cointe, en dehors de toutes contraintes liées aux desiderata d'un commanditaire. Les deux premières sont jumelles. Elles se situent avenue des Platanes n° 35 et 37. 

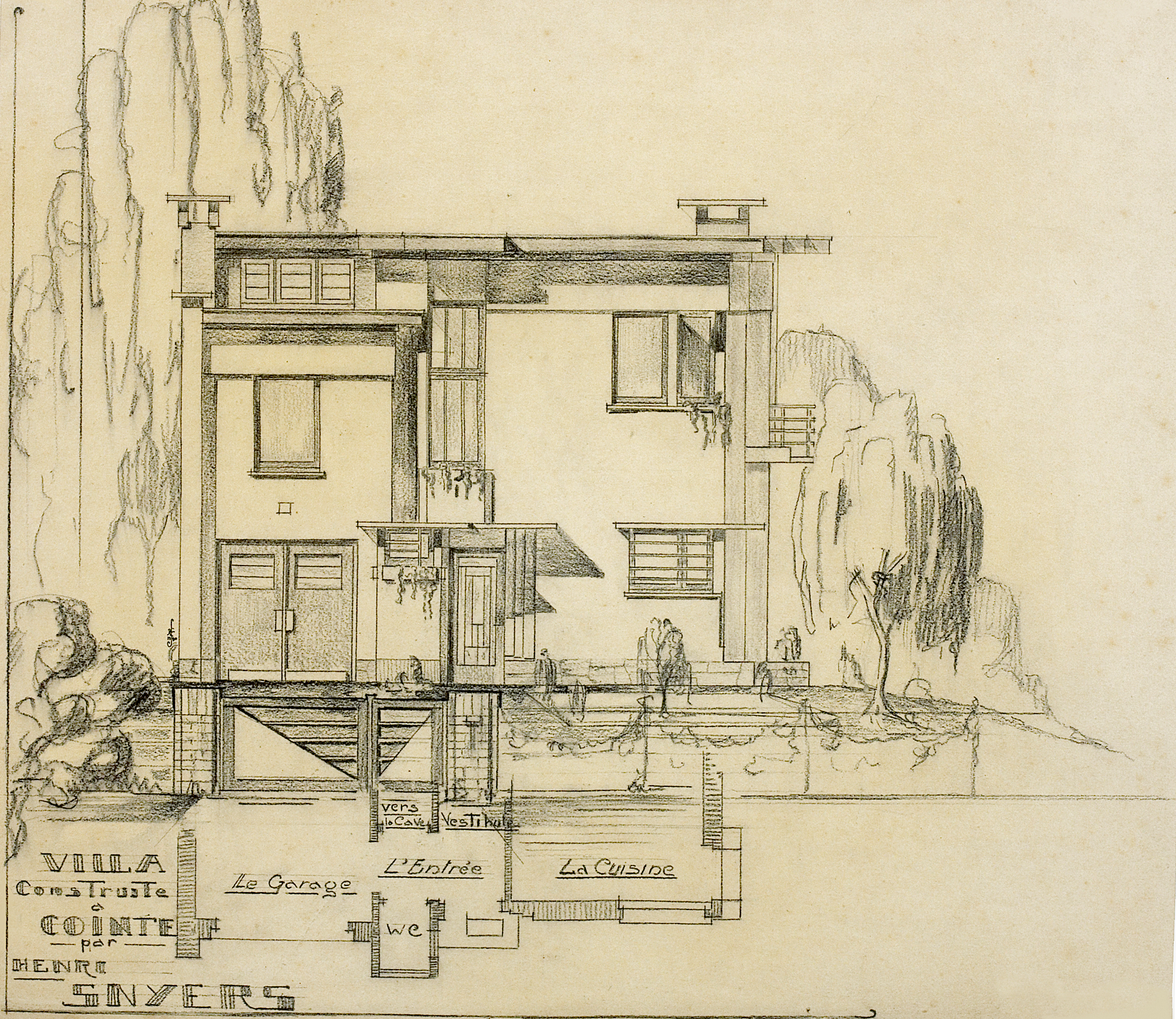
La Villa Snyers, Parc de Cointe, 1930, projet de la façade Beaumont.

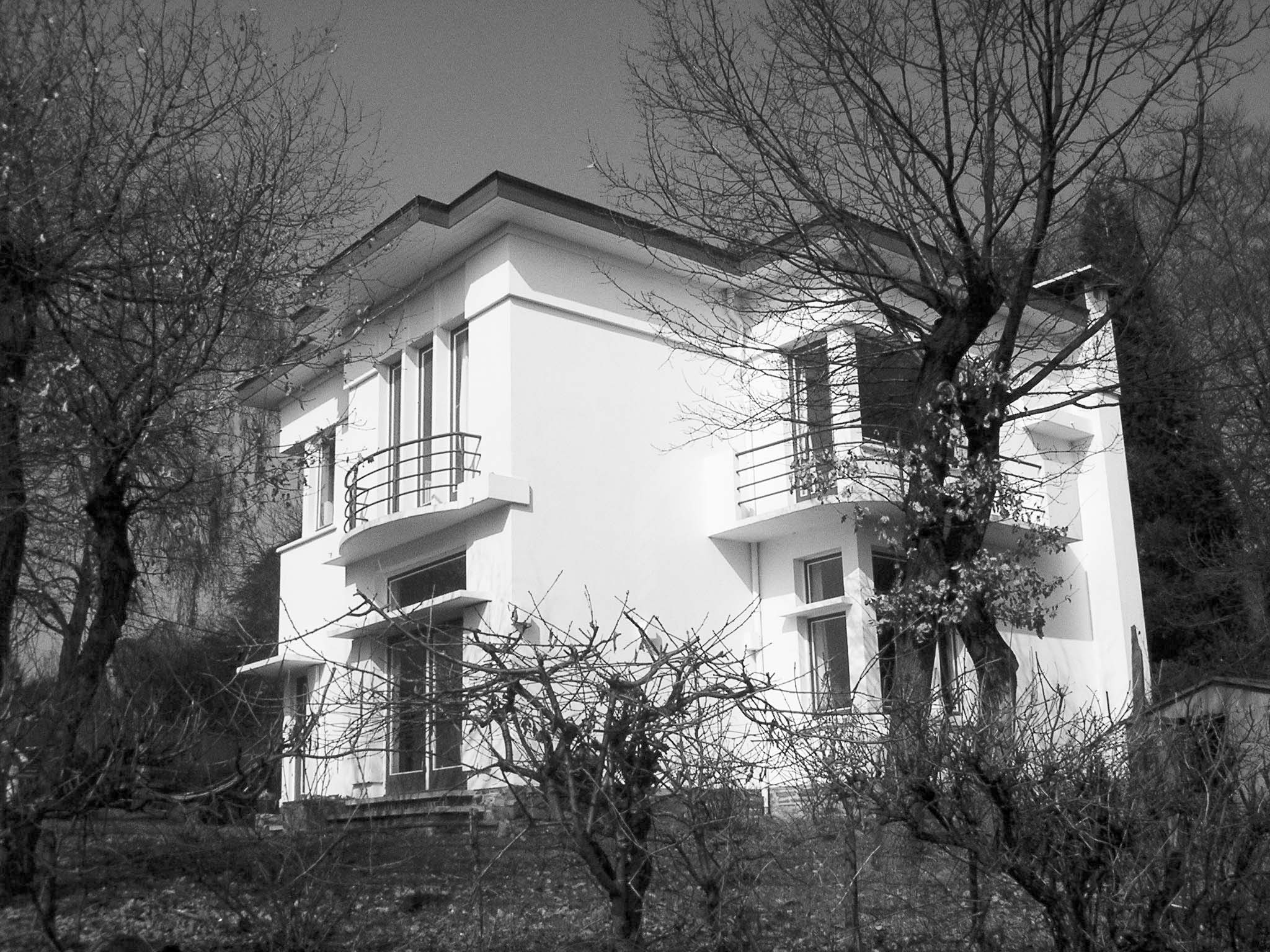
La Villa Snyers, Parc de Cointe, avenue de Beaumont, Liège, 1930.

- La villa Snyers, no 11, avenue de Beaumont (anc. av. des Acacias), 1930.

Cette troisième villa, restée propriété de la famille et aujourd'hui particulièrement choyée, est élevée au n° 11 de l'ancienne avenue des Acacias, aujourd'hui avenue de Beaumont.
- Villa Platel, 9, avenue de Beaumont (anc. av. des Acacias), 1938.

## Géographie
Le parc privé actuel est plafonné à l'altitude de 125 mètre au dessus du niveau de la mer. Il est voisin de la place du Batty, du val-Benoît, du parc communal de Cointe, des anciens vignobles et des villas de la côte d'or.